# La Perche
La Perche è un comune francese di 197 abitanti situato nel dipartimento del Cher, nella regione del Centro-Valle della Loira.

## Storia

### Simboli
Lo stemma è stato adottato dal comune il 26 giugno 1985.
Nel primo e nel quarto è ripreso il blasone di Ebbes VI de Charenton (XII secolo); nel secondo e nel terzo il pesce persico (in francese perche) è un'arma parlante.

## Società

### Evoluzione demografica
Abitanti censiti